# Сливен (футбольный клуб)
«Сли́вен» — болгарский футбольный клуб, с 2008 выступающий в высшем дивизионе чемпионата страны.
Клуб был основан 29 февраля 2000 под именем «Сливен 2000» после банкротства ФК «Сливен», и хранит традиции прежнего клуба, существовавшего с 1914. Прежний клуб сыграл на высшем уровне 22 сезона (преимущественно в 70-80-е годы). В сезоне 1983/84 ФК «Сливен» занял 3-е место в чемпионате и завоевал право выступать в Кубке УЕФА. Дома сливенская команда одержала победу (1:0) над сараевским «Железничаром», а в гостях уступила со счетом 1-5.

## Достижения
- Бронзовый призёр чемпионата Болгарии: 1984
- Обладатель Кубка Болгарии: 1990